# Арзикулова, Ханифа
Ханифа Арзикулова — советский хозяйственный, государственный и политический деятель, Герой Социалистического Труда.

## Биография
Родилась в 1927 году на территории Кашка-Дарьинского округа Узбекской ССР. Член КПСС.
С 1944 года — на хозяйственной, общественной и политической работе. В 1944—1984 гг. — колхозница хлопководческой бригады, бригадир комсомольско-молодёжного звена по выращиванию хлопка, бригадир хлопкоробов в колхозе имени Сталина, бригадир хлопководческой бригады колхоза «Коммунизм» Сариасийского района Сурхандарьинской области.
Указом Президиума Верховного Совета СССР от 14 декабря 1972 года присвоено звание Героя Социалистического Труда с вручением ордена Ленина и золотой медали «Серп и Молот».
Жила в Узбекистане.